# Ladislav Smoljak
Ladislav Smoljak (født 9. december 1931, død 6. juni 2010) var en tjekkisk film- og teaterinstruktør, skuespiller og manuskriptforfatter.
I løbet af sin karriere arbejdede han som journalist og manuskriptforfatter. Sammen med Zdeněk Svěrák, grundlagde han Divadlo Járy Cimrmana i Prag. Smoljak skrev flere manuskripter og instruerede flere film, som der fik stor succes i Tjekkiet.
Han døde i juni 2010 i Kladno, efter lang tids sygdom.